# النقوب
النقوب بلدة مغربية ومركز جماعة النقوب القروية. تنتمي لإقليم زاكورة. بلغ عدد سكان الجماعة 6،782 نسمة (إحصاء 2004).

## المناخ
يظهر الجدول التالي التغييرات المناخية على مدار السنة للنقوب:
| البيانات المناخية لـالنقوب        | البيانات المناخية لـالنقوب | البيانات المناخية لـالنقوب | البيانات المناخية لـالنقوب | البيانات المناخية لـالنقوب | البيانات المناخية لـالنقوب | البيانات المناخية لـالنقوب | البيانات المناخية لـالنقوب | البيانات المناخية لـالنقوب | البيانات المناخية لـالنقوب | البيانات المناخية لـالنقوب | البيانات المناخية لـالنقوب | البيانات المناخية لـالنقوب | البيانات المناخية لـالنقوب |
| الشهر                             | يناير                      | فبراير                     | مارس                       | أبريل                      | مايو                       | يونيو                      | يوليو                      | أغسطس                      | سبتمبر                     | أكتوبر                     | نوفمبر                     | ديسمبر                     | المعدل السنوي              |
| --------------------------------- | -------------------------- | -------------------------- | -------------------------- | -------------------------- | -------------------------- | -------------------------- | -------------------------- | -------------------------- | -------------------------- | -------------------------- | -------------------------- | -------------------------- | -------------------------- |
| متوسط درجة الحرارة الكبرى °م (°ف) | 17.3 (63.1)                | 19.3 (66.7)                | 22.7 (72.9)                | 27.1 (80.8)                | 31.5 (88.7)                | 36.8 (98.2)                | 41.1 (106.0)               | 39.9 (103.8)               | 33.5 (92.3)                | 27.7 (81.9)                | 21.7 (71.1)                | 17.5 (63.5)                | 28.0 (82.4)                |
| متوسط درجة الحرارة الصغرى °م (°ف) | 1.2 (34.2)                 | 3.3 (37.9)                 | 6.5 (43.7)                 | 9.6 (49.3)                 | 13.1 (55.6)                | 17.3 (63.1)                | 20.9 (69.6)                | 21 (70)                    | 16.4 (61.5)                | 12 (54)                    | 7.3 (45.1)                 | 2.8 (37.0)                 | 11.0 (51.8)                |
| الهطول مم (إنش)                   | 6 (0.2)                    | 5 (0.2)                    | 8 (0.3)                    | 4 (0.2)                    | 5 (0.2)                    | 1 (0.0)                    | 1 (0.0)                    | 4 (0.2)                    | 10 (0.4)                   | 19 (0.7)                   | 20 (0.8)                   | 10 (0.4)                   | 93 (3.6)                   |
| المصدر: Climate Data              |                            |                            |                            |                            |                            |                            |                            |                            |                            |                            |                            |                            |                            |

## دواوير الجماعة
- النقوب المركز واهم الدواوير كالتالي
- دوار ايت مرصيد
- دوار اغازون ايت مرصيد
- دوار سيت
- دوار تمهار
- دوار اوسديدن
- دوار تفداسين
- دوار اودراز
- دوار تاوجا نايت لغمام
- دوار تافتا
- دوار اغازون نملاسن
- دوار الغابت
- دوار اكفران
- دوار عبيد
- دوار داو عبيد
- دوار تاغسى